# Wolsky Sándor
Wolsky Sándor (Alexander Wolsky) (Budapest, 1902. augusztus 12. – Sutton Junction, Québec, Kanada, 2004. szeptember 8.) magyar származású amerikai biológus, zoológus, genetikus, evolúciókutató, a Magyar Tudományos Akadémia rendes tagja. Kutatási területe a rovarszemek felépítése, a fejlődésfolyamatok alapjai, valamint az evolúció módjának kritikai vizsgálata volt.

## Életpályája
1920-ban érettségizett, majd felvették a Pázmány Péter Tudományegyetemre, ahol 1925-ben szerzett diplomát. Három évvel később megvédte bölcsészdoktori disszertációját zoológiából. Diplomájának megszerzése után az egyetem állattani tanszékén kapott tanársegédi állást, majd 1929-ben átkerült a tihanyi Magyar Biológiai Kutatóintézetbe, ahol először kutatótisztként szolgált, később adjunktussá nevezték ki. Közben 1931–1932-ben a Londoni Egyetemen, illetve 1935–1936-ban a Stockholmi Egyetemen tett posztgraduális képzést. 1934-ben ezenkívül habilitált, illetve 1935-ben egyetemi magántanárrá nevezték ki. 1941-től a kutatóintézet ügyvezető igazgatója, 1943–1945-ben megbízott igazgatója volt. 1946-ban a Pázmány Péter Tudományegyetem tanszékvezető nyilvános rendes tanáraként tanított az általános állattani tanszéken. 1948-ban külföldre távozott, az UNESCO misszióvezetőként előbb Indiába, később Indonéziába küldte. A Magyarországon bekövetkezett politikai változások miatt külföldön maradt, így 1954-ben a New York-i Fordham Egyetem, majd 1966-tól a Marymount College professzora és természettudományi karának elnöke volt, ahonnan 1972-ben vonult nyugdíjba. 1973 és 1986 között ismét New Yorkban tanított az egyetem orvosi karának sugárbiológiai tanszékén. Külföldre távozása után 1983-ban látogatott először újra Magyarországra. 1988-ban átment Kanadába, ahol a montréali Concordia Egyetem vendégelőadója volt 1991-ig. Ezt követően a Montréalhoz közeli Sutton Junctionbe költözött és ott élt 102 éves korában bekövetkezett haláláig.
1946 júliusában megválasztották a Magyar Tudományos Akadémia levelező, decemberben pedig rendes tagjává. 1947-ben az akadémia IV. osztályának titkára volt. 1949-ben külföldi tartózkodása miatt megfosztották akadémiai tagságától, amit csak az 1989-es tagrevízió után kapott vissza. Wolsky az MTA valaha élt legidősebb tagja volt 102 éves korával.

## Munkássága
Fő kutatási területe a rovarszemek felépítése, a fejlődésfolyamatok alapjai, valamint az evolúció módjának kritikai vizsgálata volt.
A rovarszemek kutatása során azok szerkezetét, működését és optikáját vizsgálta. Kutatásai során megállapította, hogy a kecskerák szemének eltávolítása után csáp keletkezett a regeneráció során, nem újabb szem. Ez volt az egyik bizonyíték a rákok szemének ún. „csáperedetiségére”. A morfogenezis (fejlődésfolyamat) körében végzett vizsgálataiban a szén-monoxid és a hő hatásait vizsgálta különböző gerinctelen állatok lárváin és petéin. Ezenkívül egyéb fiziológiai és biokémiai kutatásokat is végzett. Életének későbbi szakaszában az evolúció felé fordult érdeklődése, ahol a korábbi tudományos felfogásokat vizsgálta kritikai módszerekkel.
A Magyar Biológiai Kutatóintézet vezetőjeként elérte, hogy a második világháború során ne telepítsék nyugatabbra az intézetet, illetve átvette a Orvostudományi Kutatóintézet budapesti szérumtermelő osztályát. Így a Nemzetközi Vöröskereszt védelmébe vette a tihanyi intézetet, elkerülve a háborús károkat.
Élete során több mint százötven tudományos publikációja jelent meg, amelyekből többet társszerzőkkel írt (így pl. feleségével, Issekutz Máriával vagy Julian Huxley-val). 1967 és 1983 között a Monographs in Developmental Biology című tudományos könyvsorozat szerkesztője volt. Ezenkívül az Oncology című folyóirat szekcióvezetőjeként is tevékenykedett. Munkái elsősorban magyar, angol és német nyelven jelentek meg.

## Főbb publikációi
- A fajok keletkezése és az átöröklés (In Az élet tudománya, szerk. Szent-Györgyi Albert, 1943)
- Biológiai lexikon (szerk. 1943)
- A Hundred Years of Darwinism in Biology (1960)
- The Effect of Chemicals with Gene-inhibiting Activity on Regeneration (1974)
- The Mechanism of Evolution – A New Look at Old Ideas (Issekutz Máriával, 1976)
- The Effect of Radiations on Developmental Process (1982)
- Bergson’s Vitalism in the Light of Modern Biology (Issekutz Máriával, 1992)